# Seongsan-myeon, Gunsan
Seongsan-myeon (koreanska: 성산면) är en socken i Sydkorea. Den ligger i kommunen Gunsan i provinsen Norra Jeolla, i den sydvästra delen av landet, 170 km söder om huvudstaden Seoul.